# Пратоцанино (Ђенова)
Пратоцанино је насеље у Италији у округу Ђенова, региону Лигурија.
Према процени из 2011. у насељу је живело 257 становника. Насеље се налази на надморској висини од 170 м.